# 副红山鸟属
副红山鸟属（学名：Parahongshanornis）是一种生存于白垩纪早期的原始今鸟类，2011年发现于辽宁西部热河生物群晚期的九佛堂组。
2011年，这一新属种由李莉、王晶琦、侯世林命名，属名暗示新属与红山鸟特征相似。模式种是朝阳副红山鸟，以化石产地朝阳命名。正型标本PMOL-AB00161发现于辽宁朝阳原家洼早白垩世的九佛堂组。标本缺少头骨，但头后骨骼保存较完整，体型较小，体型纤细。该标本目前收藏于沈阳师范大学古生物研究所。
根据比较解剖学，副红山鸟被归类于红山鸟科。目前，可能是时期最晚的红山鸟科鸟类。